# Never Turn Your Back On a Friend
Never Turn Your Back On a Friend, ett musikalbum av Budgie släppt 1973 på MCA Records, ofta ansett som deras mästerverk. Här finns gruppens mest kända låt "Breadfan". Låten startar albumet med ett hårt karaktäristiskt riff. Efter den "protometal"-upplevelsen följer en cover på Big Joe Williams låt "Baby Please Don't Go" som får ett helt annat uttryck i och med Burke Shelleys ljusa sång. I stark kontrast kommer sedan den känslosamma balladen "You Know I'll Always Love You". Sedan höjs tempot igen med den intensiva "Your'e the Biggest Thing Since Powdered Milk". Dessa skillnader mellan lugnt och intensivt låtmaterial märks ofta på gruppens album. Sida två är uppbyggt på samma sätt. Avslutar gör den långa bluesinspirerade låten "Parents".

## Låtar på albumet
1. "Breadfan"  (Bourge/Phillips/Shelley) - 6:10
2. "Baby Please Don't Go"  (Williams) - 5:30
3. "You Know I'll Always Love You"  (Bourge/Phillips/Shelley) - 2:15
4. "You're the Biggest Thing Since Powdered Milk"  (Bourge/Phillips/Shelley) - 8:50
5. "In the Grip of a Tyrefitter's Hands"  (Bourge/Phillips/Shelley) - 6:29
6. "Riding My Nightmare"  (Bourge/Phillips/Shelley) - 2:42
7. "Parents"  (Bourge/Phillips/Shelley) - 10:25